# Emil Iwanow (Archäologe)
Emil Vasilev Ivanov (englische Transkription:, bulgarisch Емил Василев Иванов; * 1970) ist ein bulgarischer Archäologe.

## Leben
Ivanov studierte von 1991 bis 1996 an der Universität Sofia. 1998–2002 studierte er Christliche Archäologe und Kirchengeschichte an der Universität Erlangen und wurde dort 2002 bei Peter Poscharsky mit einer Dissertation über das Bildprogramm der spätbyzantinischen Narthices unter besonderer Berücksichtigung der Denkmäler auf dem Athos promoviert. 2003–2004 erforschte er im Auftrag der Gemeinde Aurachtal über 180 wichtige Urkunden (14.–19. Jahrhundert) zur Geschichte des mittelalterlichen Klosters Münchaurach am Staatsarchiv Bamberg. 2004–2016 unterrichtete Ivanov an der St.-Kliment-Ohridski-Universität in Sofia im Fach Christliche Archäologie. 2009 habilitierte er mit der Schrift über Kirche und Barbarentum 4.–6. Jahrhundert nach historischen und archäologischen Quellen. 2014 war Iwanow als Honorary Fellow am Historischen Kolleg in München. 2017–2020 leitete er als Mitarbeiter des bulgarischen Kulturinstituts in Berlin das Südosteuropäisch-bulgarischen Kulturinstituts in Ellwangen (Methodiuszentrum) im Auftrag des bulgarischen Ministeriums für Kultur.
Emil Ivanov war unter anderem Gastprofessor in Rom, Wien, Thessaloniki, München, Berlin, Jena und Erlangen und von 2004 bis 008 Chefredakteur der Theologischen Zeitschrift in Sofia. Seit 2013 ist er Herausgeber der monografischen Reihe Christliche Archäologie und Kunst.

## Forschungsschwerpunkte
- Frühchristliche und byzantinische Kunst
- Islamische Kunst und Architektur des Mittelalters
- Archivalien und Kunstsammlungen

## Forschungsprojekte
- Archäologische Ausgrabungen: 2011–2014 mittelalterliche Klosterkirche von Urwitsch bei Sofia (Konsultant); 2009–2013 spätantik-mittelalterliche Festung Kulata-Gradot bei Rakitovo, Teil des mittelalterlichen Limes Rhodopica im Tschepino-Tal Südbulgariens (Leitung); 2012 mittelalterliche Nekropole von Anhialo, südliche Schwarzmeerküste (Konsultant zu den Fresken)
- 2017–2020: Corpus der frühchristliche Kirchen in Bulgarien (4.–6. Jh.)
- 2014–2017: Frühchristliche Skulptur in Bulgarien (Vorläufiger Bericht an dem 16. Internationalen Kongress für Christliche Archäologie, Rom 22.–28. September 2013)
- 2013–2017: Corpus der antiken Sarkophage in Bulgarien
- 2007–2012: Mitarbeiter an dem Projekt „Prosopographie zur Christlichen Archäologie“ der Görres-Gesellschaft (siehe Personenlexikon zur Christlichen Archäologie)
- 2010–2012: Dokumentierung christlicher Kunst in Albanien (hrsg. 2013)
- 2005–2007: Inventarisierung mittelalterlicher Kirchen in Bulgarien
- 2003–2004: Corpus der mittelalterlichen Handschriften zur Geschichte des Klosters Münchaurach aus dem Staatsarchiv Bamberg (hrsg. 2008).

## Monografien
- Frühchristliche und mittelalterlichen Kunst aus Albanien, Sofia 2013. – Katalog zur Fotoausstellung Albanie, connue et inconnue für den 22. Internat. Kongress für Byzantinistik, Sofia 20. September – 1. Oktober 2011, in: Christliche Archäologie und Kunst, Bd. I, Sofia 2013.
- Kirche und Arianismus im 4.–6. Jh. nach historischen und archäologischen Quellen, in: Jahrbuch der Universität St. Kliment Ohridski Sofia, Theol. Fakultät. N.S., Bd. 7, 2012 [engl. Zsf.].
- Fragmente der Vergangenheit. Einige Besonderheiten der frühchristlichen Sarkophagplastik des 4. Jh.s. Sofia 2008.
- Wichtige Urkunden zur Geschichte von Kloster und Gemeinde Münchaurach, in: Quellen zur Heimatgeschichte, Bd. 5, Aurachtal 2008 (Emil Ivanov-Barich).
- Das Bildprogramm des Narthex im Rila-Kloster in Bulgarien unter besonderer Berücksichtigung der Wasserweihezyklen. Dissertation Erlangen 2002.[2]